# Willambroux
Willambroux est un lieu-dit belge situé en Région wallonne (province du Brabant wallon) à environ un kilomètre au sud-ouest du centre de la ville de Nivelles (aux abords de l’actuelle Chaussée de Mons). Au Moyen Âge s’y élevait une léproserie, où se retira et œuvra pendant une quinzaine d’années la bienheureuse Marie d’Oignies avant de rejoindre, en 1207, le prieuré d’Oignies.